# المنيرة (القليوبية)
المنيرة إحدى قرى مركز القناطر الخيرية التابع لمحافظة القليوبية بجمهورية مصر العربية.

## التاريخ
قرية المنيرة من القرى القديمة، حيث وردت باسم «زفتى شطنوف» في أعمال الشرقية ضمن قرى الروك الصلاحي التي أحصاها ابن مماتي في كتاب قوانين الدواوين، كما وردت باسم «زفيتة شطنوف» من أعمال القليوبية في أعمال الشرقية ضمن قرى الروك الناصري التي حصرها ابن الجيعان في كتاب «التحفة السنية في أسماء البلاد المصرية». وفي العصر العثماني، وردت باسم «زفيتة شلقان» في التربيع العثماني الذي أجراه الوالي العثماني سليمان باشا الخادم في عصر السلطان العثماني سليمان القانوني ضمن قرى ولاية القليوبية، وفي تاريخ 1228هـ/1813م الذي عدّ قرى مصر بعد المسح الذي قام به محمد علي باشا باسم «زفيتة شلقان» ضمن قرى مديرية القليوبية، ثم تغيّر اسمها بطلب من أهلها إلى المنيرة سنة 1353هـ/1934م.

## السكان
بلغ عدد سكان المنيرة 18,077 نسمة، حسب الإحصاء الرسمي لعام 2006.